# Abrus parvifolius
Abrus parvifolius, vrsta cvjetnice iz porodice mahunarki. Izvorni areal ove vrste je središnji Madagaskar. Penjačica je i prvenstveno raste u sezonski suhim tropskim biomima.
Opisana je u Kew Bulletin 24(2): 238. 1970.